# هومر فرانكلين باسيت
هومر فرانكلين باسيت (بالإنجليزية: Homer Franklin Bassett)‏ هو عالم حشرات وأمين مكتبة أمريكي، ولد في 2 سبتمبر 1826 في فلوريدا في الولايات المتحدة، وتوفي في 28 يونيو 1902 في واتربوري في الولايات المتحدة.